# Kolbotn IL
Kolbotn IL (Kolbotn Idrettslag) är en norsk idrottsförening från Kolbotn med över 3 000 medlemmar, grundad 1915. Idrottsföreningen har ett fotbollslag som spelar i Toppserien för damer, som man även vunnit. I fotboll används Sofiemyr stadion.
Klubben bedriver basket, brottning, fotboll, gymnastik, handikappidrott, handboll, orientering, simning, volleyboll.

### Fotnoter
1. ↑  Rolf Bryhn. ”Kolbotn Idrettslag” (på norska). Store norske leksikon. https://snl.no/Kolbotn_Idrettslag. Läst 29 september 2017.